# World Games 2025/Kickboxen
Bei den World Games 2025 in Chengdu wurden vom 12. bis 14. August 12 Wettbewerbe im Kickboxen ausgetragen. Austragungsort war das Sichuan Gymnasium.

## Bilanz

### Medaillenspiegel
| Platz  | Land           | Gold | Silber | Bronze | Gesamt |
| ------ | -------------- | ---- | ------ | ------ | ------ |
| 1      | Israel         | 2    | 1      | –      | 3      |
| 2      | Ukraine        | 2    | –      | 2      | 4      |
| 3      | Ungarn         | 2    | –      | –      | 2      |
| 4      | Italien        | 1    | 1      | 1      | 3      |
| 5      | Niederlande    | 1    | –      | 1      | 2      |
| 6      | Griechenland   | 1    | –      | –      | 1      |
| 6      | Großbritannien | 1    | –      | –      | 1      |
| 6      | Österreich     | 1    | –      | –      | 1      |
| 6      | Portugal       | 1    | –      | –      | 1      |
| 10     | Bulgarien      | –    | 2      | 1      | 3      |
| 11     | Türkei         | –    | 2      | –      | 2      |
| 12     | Aserbaidschan  | –    | 1      | –      | 1      |
| 12     | Deutschland    | –    | 1      | –      | 1      |
| 12     | Guatemala      | –    | 1      | –      | 1      |
| 12     | Mexiko         | –    | 1      | –      | 1      |
| 12     | Slowakei       | –    | 1      | –      | 1      |
| 12     | Tschechien     | –    | 1      | –      | 1      |
| 18     | Slowenien      | –    | –      | 2      | 2      |
| 18     | Usbekistan     | –    | –      | 2      | 2      |
| 20     | Kanada         | –    | –      | 1      | 1      |
| 20     | Polen          | –    | –      | 1      | 1      |
| 20     | Serbien        | –    | –      | 1      | 1      |
| Gesamt | Gesamt         | 12   | 12     | 12     | 36     |

### Medaillengewinner
Männer
| Disziplin             | Gold                        | Silber                  | Bronze                   |
| --------------------- | --------------------------- | ----------------------- | ------------------------ |
| K1 bis 63,5 kg        | Hlib Masur (UKR)            | Amin Guliyev (AZE)      | Assilbek Sodikow (UZB)   |
| K1 bis 75 kg          | Osaid Jodah (ISR)           | Dimitar Stojanow (BUL)  | Dominik Cinal (POL)      |
| K1 über 91 kg         | Roman Schtscherbatjuk (UKR) | Emin Özer (TUR)         | Chusanchon Baratow (UZB) |
| Semikontakt bis 63 kg | Roland Veres (HUN)          | Gabriele Lanzilao (ITA) | Borislaw Radulow (BUL)   |
| Semikontakt bis 74 kg | Erik Zimmermann (AUT)       | José Santiago (GUA)     | Carvin Burke (NED)       |
| Semikontakt bis 84 kg | Dimitrios Economo (GRE)     | Héctor Solorio (MEX)    | Dwayne Morin (CAN)       |

Frauen
| Disziplin             | Gold                      | Silber                     | Bronze                  |
| --------------------- | ------------------------- | -------------------------- | ----------------------- |
| K1 bis 52 kg          | Yulia Sachkov (ISR)       | Klára Strnadová (CZE)      | Daryna Iwanowa (UKR)    |
| K1 bis 60 kg          | Valence Bickel (NED)      | Lucia Cmárová (SVK)        | Alina Martynjuk (UKR)   |
| K1 über 70 kg         | Catarina Dias (POR)       | Polina Grossman (ISR)      | Aleksandra Krstić (SRB) |
| Semikontakt bis 50 kg | Federica Trovalusci (ITA) | Aybüke Kilinç (TUR)        | Tyra Barada (SLO)       |
| Semikontakt bis 60 kg | Evelyn Neyens (GBR)       | Aleksandra Georgiewa (BUL) | Francesca Ceci (ITA)    |
| Semikontakt bis 70 kg | Andrea Busa (HUN)         | Stefanie Megerle (GER)     | Tina Baloh (SLO)        |